# Zadonščina
Zadonščina (rusko Задонщина, kar bi se lahko prevedlo kot "dežela onkraj Dona") je ruski literarni spomenik iz poznega 14. stoletja, ki pripoveduje o Kulikovski bitki leta 1380.

## Besedilo

### Redakciji in izvirno besedilo
Zadonščina obstaja v dveh redakcijah:
- Kratka redakcija v ohranjenem prepisu iz Kirilo-Belozerskega samostana, ki ga je prepisal menih Efrozin (rusko Ефросин). Pripoved je morda sam skrajšal, ker drugi del bitke v tej različici ni opisan. Samostanska kopija izvira s konca 15. stoletja in je najstarejša  ohranjena kopija.
- Razširjena redakcija v treh glavnih obširnih in dveh nepopolnih kopijah.  Glavne kopije so Sinodalna kopija, Undolska kopija in kopija Državnega zgodovinskega muzeja (muzejska). Undolska in muzejska kopija izhajata iz istega izvirnega besedila.  Undolska kopija je najpopolnejša, vendar, tako kot druge, vsebuje veliko napak, ki kažejo, da prepisovalci niso dovolj dobro razumeli izvirnega besedila.

Kakšno je bilo izvirno besedilo, ni jasno. Nekateri znanstveniki trdijo, da obstoječe kopije ne izhajajo iz  istega izvirnika. Številne objave Zadonščine so bile sestavljene z zlaganjem odlomkov iz različnih kopij.

## Datum
Nekateri ruski zgodovinarji, vključno z Mihailom Tihomirovim, verjamejo, da je bila Zadonščina napisana med letoma 1383 in 1393. Nekateri rokopisi omenjajo, da je minilo 160 let od bitke na reki Kalki, ki se je zgodila leta 1223. Omenja se tudi bolgarsko mesto Tirnov (sodobno Veliko Trnovo), ki so ga leta 1393 zavzeli Turki in ga niso mogli omenjati kot pravoslavnega vse do 19. stoletja.

### Avtor
Ena od hipotez je, da je avtor Zadonščine neki Sofonij (rusko Софоний) iz Rjazana. Njegovo ime kot avtorja besedila je navedeno v Kirilo-belozerski in Sinodalni kopiji. Sofonij je bil verjetno eden od dvorjanov Volodimirja Ondrejeviča, bratranca Dimitrija Ivanoviča, glavnega junaka Zadonščine. Sovjetsko/ruske tekstološke raziskave so pokazale, da je Sofonij v vseh drugih izvodih Zadonščine omenjen kot avtor predhodnega dela o kulikovski bitki in ne kot avtor Zadonščine same. Avtor Zadonščine je torej uporabil njegovo besedilo pri ustvarjanju svojega dela.

### Zgradba
Besedilo se lahko pesniško in tematsko razdeli na tri dele: 
- uvod (opis zgodovinskega ozadja),
- objokovanje (zbiranje sovražnika, prva bitka in poraz, žene objokujejo svoje padle može) in
- poveličevanje (druga bitka in poveličevanje knezov).

## Vsebina in sporočilo
Zadonščina podrobno opisuje potek kulikovske bitke proti Tatarom pod Mamajevim poveljstvom. Moskovski vojski je poveljeval  knez Dimitrij Ivanovič (v zgodovino vpisan kot Dimitrij Donski (rusko Дмитрий Донской, Dmitrij Donskoj). Zgodba propagira združitev ruskih kneževin za poraz njihovega skupnega sovražnika – Zlate horde. Pesnitev  odraža tudi vzpon Moskovske kneževine in poudarja, da so bili moskovski knezi nasledniki kijevskih knezov.

## ZadonščinainPesem o Igorjevem pohodu
Francoski slavist André Mazon in kasneje  sovjetsko/ruski zgodovinar A.A. Zimin sta predlagala, da je bila Pesem o Igorjevem pohodu napisana na podlagi pesniških podob in idej iz Zadonščine. Predlagala sta, da Pesem o Igorjevem pohodu ni staro rusko besedilo, temveč ponaredek iz 18. stoletja. Pogled na Igorjevo pesem kot na ponaredek vsekakor pomeni, da gre za posnemanje Zadonščine, saj sta besedili nedvomno povezani. Njun pristop kritizirajo jezikoslovci, zlasti Roman Jakobson in Andrej Zaliznjak, ki trdita, da je jezik Igorjeve zgodbe veliko bolj arhaičen in da se odlomki v Zadonščini, domnevno izposojeni v Pesmi, po jezikovnih merilih razlikujejo od preostalega dela.

## Drugi viri za kulikovsko bitko
- Simeonovska, Novgorodska in Sofijska kronika,
- Legenda o Mamajevi bitki (rusko Сказание о Мамаевом побоище, Skazanije o Mamaevom poboišče) in
- Beseda o življenju in smrti Dimitrija Ivanoviča (rusko Слово о житии и преставлении Дмитрия Ивановича, Slovo o žitii i o prestavlenii Dmitriia Ivanoviča)